# ماري روبرتس رينهارت
ماري روبرتس رينهارت (بالإنجليزية: Mary Roberts Rinehart)‏ (12 أغسطس 1876، بيتسبرغ في الولايات المتحدة - 22 سبتمبر 1958، نيويورك في الولايات المتحدة)؛ كاتِبة وسيناريست وصحفية و شاعرة وروائية أمريكية.

## روابط خارجية
- ماري روبرتس رينهارت على موقع IMDb (الإنجليزية)
- ماري روبرتس رينهارت على موقع الموسوعة البريطانية (الإنجليزية)
- ماري روبرتس رينهارت على موقع مونزينجر (الألمانية)
- ماري روبرتس رينهارت على موقع ألو سيني (الفرنسية)
- ماري روبرتس رينهارت على موقع أول موفي (الإنجليزية)
- ماري روبرتس رينهارت على موقع قاعدة بيانات برودواي على الإنترنت (الإنجليزية)
- ماري روبرتس رينهارت على موقع قاعدة بيانات برودواي على الإنترنت (الإنجليزية)
- ماري روبرتس رينهارت على موقع إن إن دي بي (الإنجليزية)
- ماري روبرتس رينهارت على موقع قاعدة بيانات الفيلم (الإنجليزية)
- ماري روبرتس رينهارت على موقع كينوبويسك (الروسية)